# Idoia Montón Gorostegui
Idoia Montón Gorostegui (Donostia, 24 de febrer de 1969) és una pintora basca adscrita al realisme. El punt de partida de les seves obres està en relació amb la literatura. Posteriorment conreà un realisme de caràcter social i compromès.

## Formació artística
Estudis de pintura i escultura a la Facultat de Belles Arts del País Basc i als tallers d'Arteleku (1988-1991) impartits, entre d'altres, pel pintor Bonifacio Alfonso i els escultors Ángel Bados i Juan Luis Moraza. El 1999 assisteix a un seminari impartit per Guillermo Pérez Villalta a Bilbao-Arte.

## Trajectòria i exposicions
Tot i que les primeres obres que realitza cal situar-les en el camp del dibuix i la pintura, l'hegemonia de l'escultura en el medi artístic dels anys vuitanta fa que temporalment treballi aquesta disciplina, amb una selecció de la qual es presenta a Madrid el 1991, a la Galería Juana de Aizpuru (Aláez, Figari, Montón, Salaberría). Tanmateix, la tendència natural cap a les formes planes la du a reconsiderar el retorn a la pràctica de la pintura, que serà ja definitiu. Inicialment, a través de papers i plàstics retallats que li permeten plasmar grans zones homogènies de color i endinsar-se en el debat sobre la pintura il.il·lusionista i la planitud (1991-92).
Obté algunes beques i premis i participa en diverses exposicions individuals i col·lectives a Euskadi i a la Galería Buades de Madrid. La creixent atenció als mitjans pictòrics, als espais naturals i a l'anàlisi d'alguns exemples clàssics fa que abandoni les fonts literàries d'obres anteriors, representades a manera de faules, paràboles i metàfores, per abordar la pintura des del flux de la vida personal i assumint el trànsit a un realisme que uneix l'individual amb el social, el particular amb l'universal, sense idealitzar ni embellir els assumptes quotidians (Museo de San Telmo, Donostia, 1995). A partir d'aquest moment, confronta cada obra amb la situació en què s'encarna tot incorporant episodis de la seva vida i del seu entorn més immediat, mentre explora diverses tècniques i gèneres –retrats, escenaris urbans, interiors, bodegons, paisatges, paràfrasis...-, corroborant un talent especial tant pel que fa a l'imaginari com a l'aptitud per combinar i simultaniejar els plans i analitzar qüestions espacials (Charcutería, Galería Buades, Madrid, 1996; La cicatriz interior, Sala Alcalá 31, Comunitat de Madrid, 1996; Icónica, Museo Patio Herreriano, Valladolid, 2004). I és que necessita transitar per territoris mutables, caminar per vies discontínues que es ramifiquin en noves variants. El 2007 es trasllada a Barcelona i es produeix un nou canvi en els seus plantejaments, en el sentit de depurar tant la composició com el cromatisme, passant a continuació a cartografiar un període de crisi en l'espai urbà de la ciutat (Halfhouse, Barcelona, 2012; Galería Alegría, Madrid, 2014; Programa Eremuak, Artium, Vitoria-Gasteiz, 2014).